# Куш (царство)
Куш или Мероитское царство — древнее царство, существовавшее в северной части территории современного Судана (Нубии) с IX или VIII века до н. э. по IV век н. э.

## Зарождение
Несмотря на хронологический разрыв, Куш является культурным и политическим преемником прежнего царства Керма, которое было важным соперником Египта, однако было завоёвано Тутмосом I.
Первые развитые сообщества обнаруживаются в Нубии во времена Египетской Первой династии (3100—2890 годы до н. э.). Около 2500 года до н. э. египтяне начали продвигаться на юг, и от них происходит большинство наших знаний о Куше. Эта экспансия была остановлена упадком Среднего царства Египта и вторжением гиксосов, ставших союзниками кушитов. После установления Нового царства к 1550 году до н. э. египетская экспансия возобновилась, однако на этот раз она встретила организованное противодействие. Историки не уверены, оказали ли это противодействие отдельные города или одна объединённая империя. Также продолжаются споры, была ли государственность основана местными жителями или привнесена из Египта. В результате вторжения регион стал владением Египта под контролем Тутмоса I, чья армия поддерживала власть благодаря ряду крепостей. Нубия, вплоть до четвёртого и пятого порога Нила, была включена в состав Египта при XVIII династии Нового царства и на пять веков подчинена наместникам фараона, носившим титул царский сын Куша. С распадом Нового царства в районе 1070 года до н. э. Куш стал самостоятельным государством со столицей в Напата.

## Государство со столицей в Напате

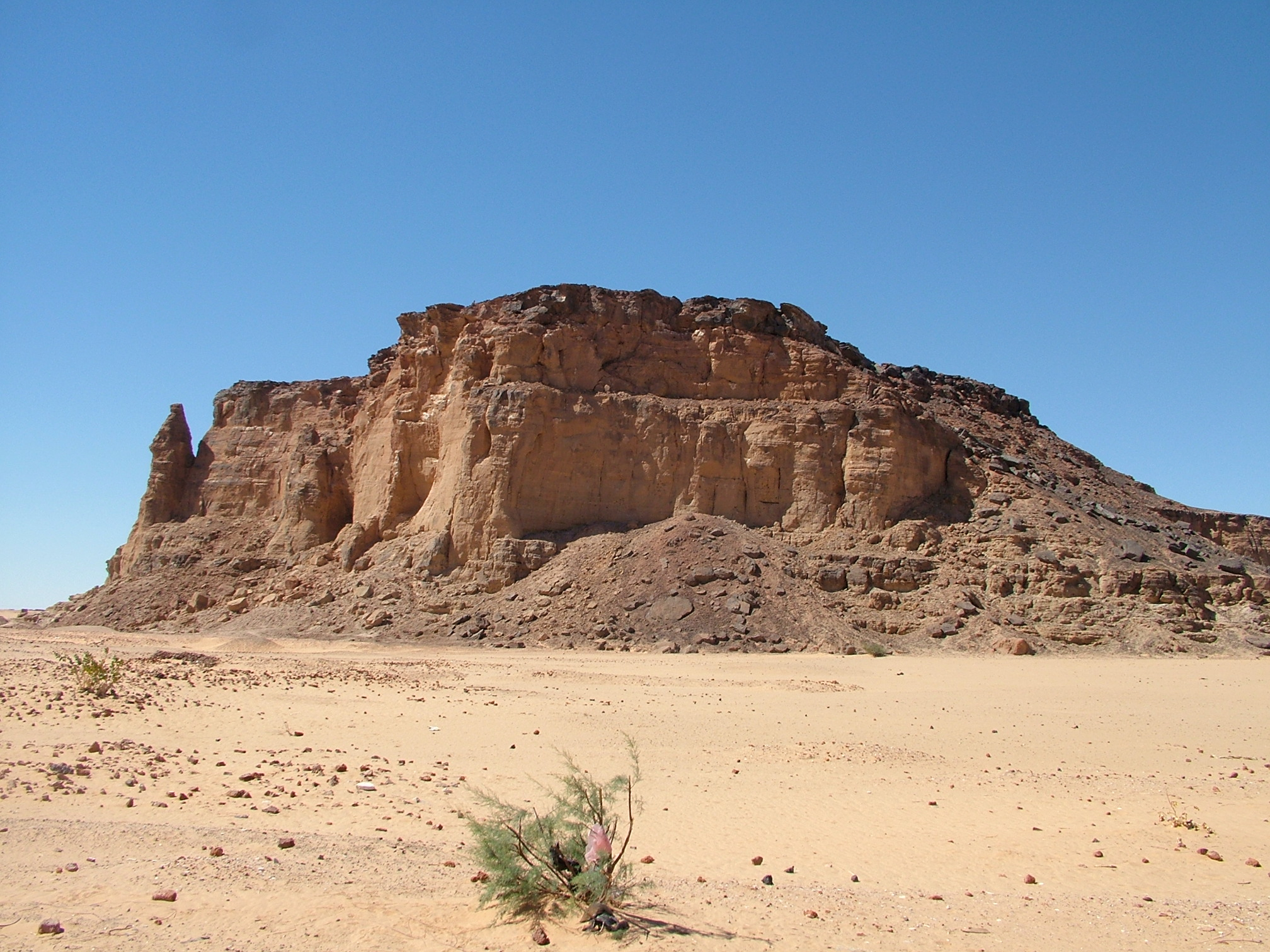
Священная для кушитов скала Гебель-Баркал

Территория Верхней Нубии от Мероэ до третьего порога Нила была объединена под властью Алары в период около 780—755 годов до н. э. Алара считался основателем кушитской царской династии своими наследниками — XXV, кушитской династией Египта. Царство увеличивало сферу своего влияния, и во время правления Кашты, последователя Алары, доминировало в южном Египте, в области Элефантина и даже Фив. Кашта принудил Шепенупет I, единокровную сестру фараона Такелота III, служившую Божественной Женой Амона, признать его дочь Аменирдис I своей наследницей. После этого события Фивы попали под фактический контроль Напаты. Власть царства достигла наивысшей точки во время правления Пианхи, наследовавшего Каште, который завоевал весь Египет к 20-летнему возрасту, и положил начало XXV династии.
Куш снова стал отдельным от Египта государством, когда ассирийцы вторглись в Египет в 671 году до н. э. Последним кушитским царём, который попытался восстановить контроль над Египтом, был Тануатамон, который потерпел сокрушительное поражение от ассирийцев в 664 году до н. э. После этого влияние царства в Египте пошло на убыль и прекратилось к 656 году до н. э., когда Псамметих I, основатель XXVI династии, объединил весь Египет под своей властью. В 591 году до н. э. египтяне под руководством Псамметиха II вторглись в Куш, возможно, из-за того, что правитель Куша Аспелта подготавливал вторжение в Египет, разграбили и сожгли Напату.

## Перемещение столицы в Мероэ

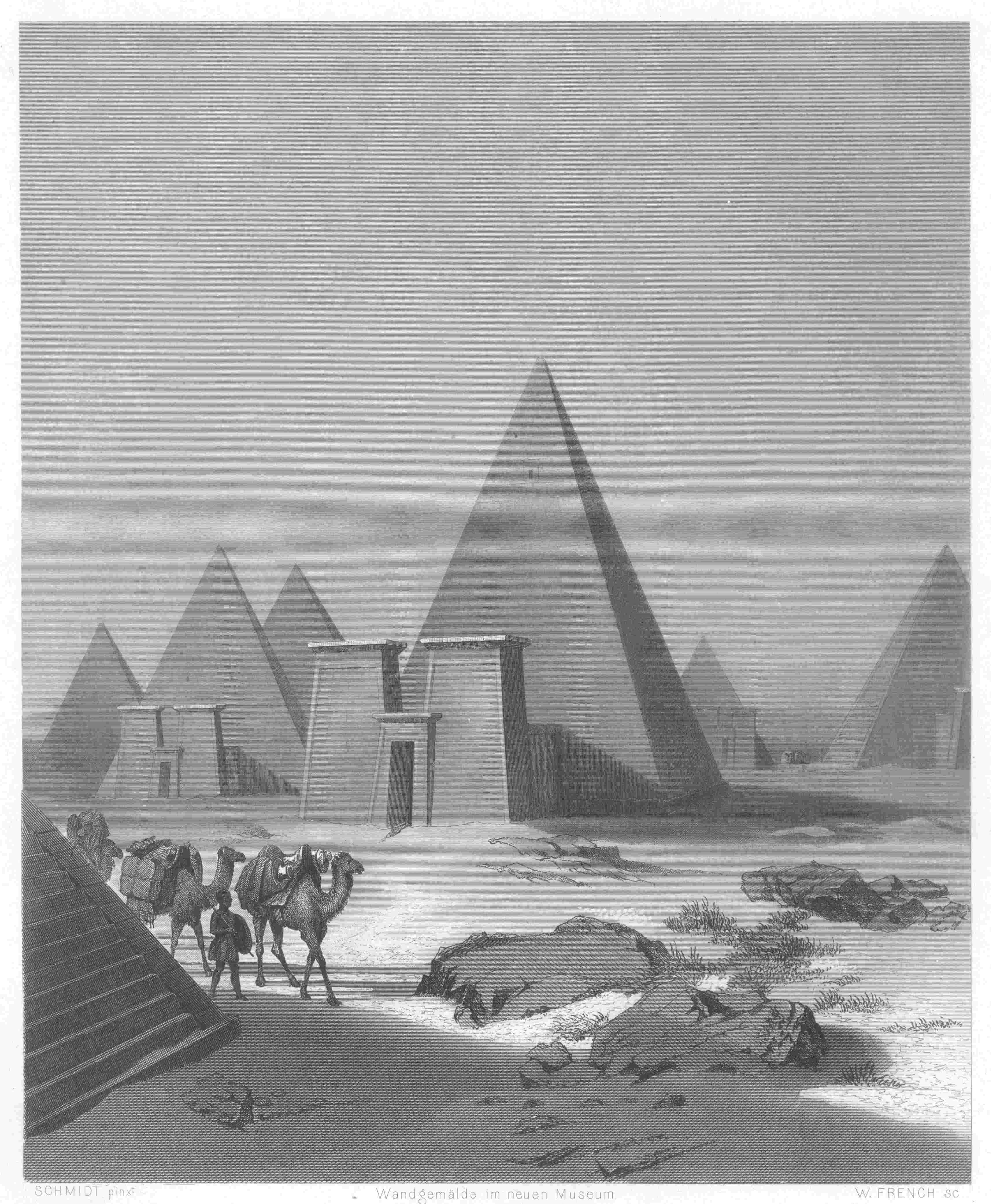
Пирамиды в Мероэ

Из различных исторических источников следует, что последователи Аспелты перенесли столицу в Мероэ, далеко на юг от Напаты. Точное время переноса остаётся неясным, но многие историки считают, что это произошло в период правления Аспелты, в ответ на египетское вторжение в нижнюю Нубию. Другие историки считают, что перенос царства на юг был связан с добычей железа — вокруг Мероэ, в отличие от Напаты, располагались обширные леса, которые могли служить источником топлива для сыродутных печей. Кроме того, появление греческих торговцев в этом регионе значило для кушитов уменьшение зависимости от нильского торгового маршрута, теперь они могли торговать с греческими колониями на побережье Красного моря.
Альтернативная теория утверждает, что существовало два отдельных, но тесно связанных друг с другом государства, с центрами в Напате и Мероэ. Государство со столицей в Мероэ постепенно затмило своего северного соседа. К северу от Мероэ не найдено ничего похожего на царскую резиденцию, и, возможно, Напата была только религиозным центром. Однако, Напата определённо оставалась важным центром, цари короновались и погребались в ней даже в периоды, когда они жили в Мероэ.
Окончательный перенос столицы в Мероэ произошёл около 300 года до н. э., когда монархов стали хоронить там, а не в Напате. Существует теория, что этот перенос отражает освобождение монархов от власти жрецов Напаты. По сообщению Диодора Сицилийского, жрецы приказали мероитскому правителю по имени Эргамен совершить самоубийство, однако, он пренебрёг традицией и, вместо этого, казнил жрецов. Некоторые историки считают, что Эргамен соответствует Арраккамани (Arrakkamani), первому правителю, похороненному в Мероэ. Однако, более вероятной транслитерацией имени Эргамен является Аркамани (Arqamani), правитель, который управлял страной много веков после того, как царский некрополь был перенесён в Мероэ.

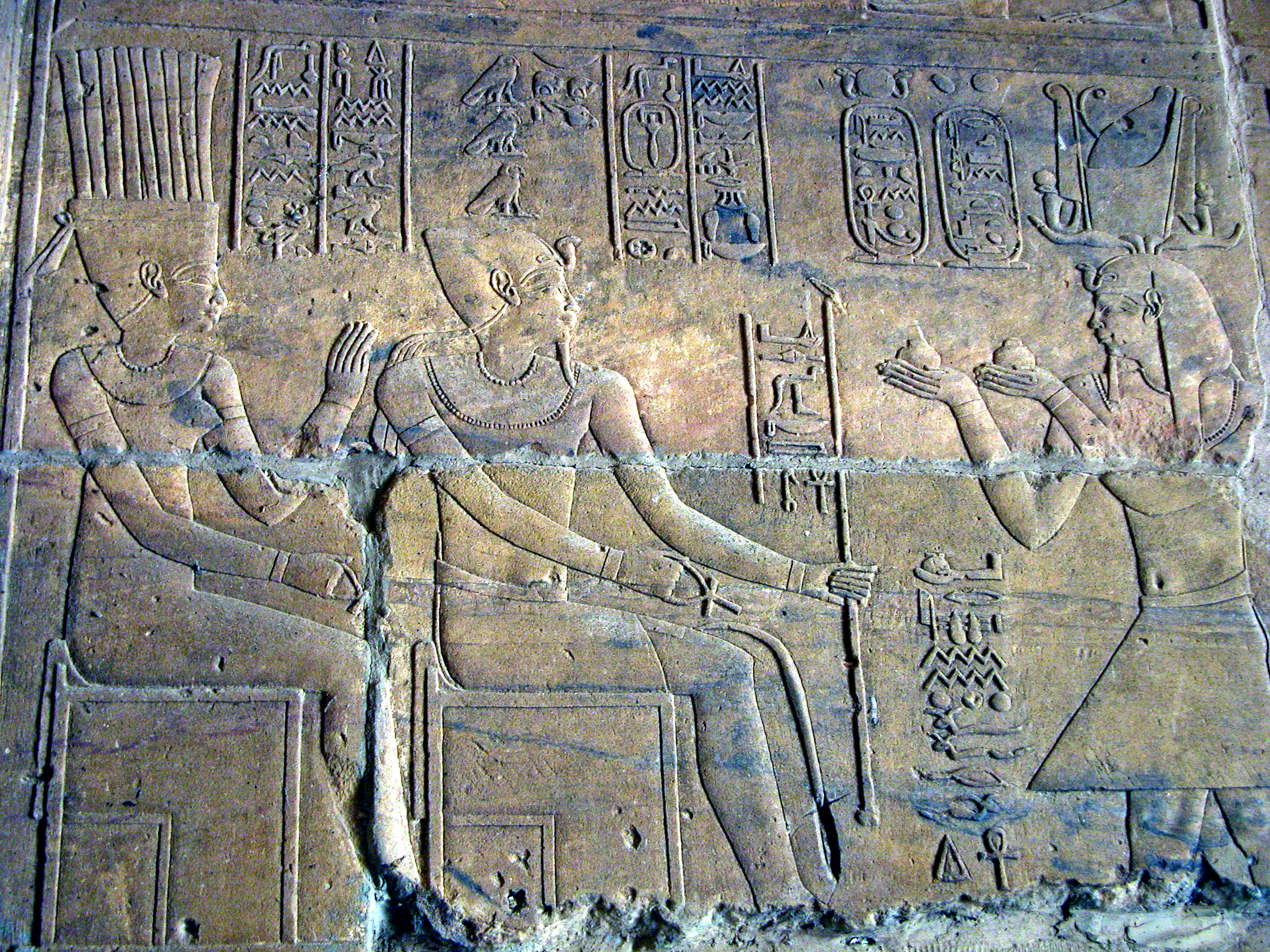
Барельеф изображающий царя Арканами, правившего в середине II века до н. э.

Существует также теория, что столица всегда находилась в Мероэ.
О царстве Куш в мероитский период имеется очень небольшое количество информации. В ранний период кушиты использовали египетские иероглифы, но в мероитский период было разработано новое, до сих пор не полностью расшифрованное мероитское письмо, применявшееся для записи мероитского языка. Страна торговала со своими соседями и продолжала строить монументы и гробницы.
В 23 году до н. э. при царице Аманирене римский префект Египта, Гай Петроний, вторгся в Нубию в ответ на нубийское нападение на южный Египет. Он разграбил север страны, по его словам, включая Напату, и вернулся в Египет. Однако, археология обнаружила, что до Напаты он не дошёл.
После этого политическая жизнь царства окончательно переместилась на юг, в Мероэ, и потому история трех последних веков его существования практически неизвестна.

## Упадок

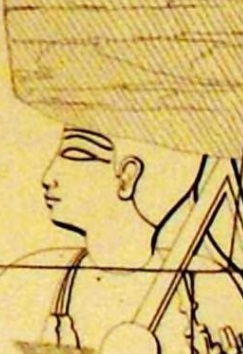
Изображение одного из последних правителей конца III века н. э.

Археологические данные свидетельствуют о том, что с III века н. э. Мероитское царство начало приходить в упадок. Это связывают с изменением климата, который стал суше. Пески наступали на поля и города, сельское хозяйство приходило в упадок, население покидало города.
Ослаблением царства воспользовались внешние враги: участились набеги кочевников-блемингов, которые в конце III века н. э. захватили Северную Нубию и отрезали Куш от Средиземноморья. Затем, в начале IV века в царство вторглись южные негроидные племена, известные в истории как «черные ноба».
В 350 году н. э. Куш захватило государство Аксум. На его территории образовались государства Алва, Мукурра, Нобатия.

## Палеогенетика
У мероитского образца MIS-TM и позднемероитского образца MIS-TMT из некрополя Миссиминия (Missiminia Necropolis) в районе Абри (Abri) в Верхней Нубии (350 год до н. э. — 350 год н. э.) определили митохондриальную гаплогруппу H2.